# Lijst van kabinetten in de Vijfde Republiek
De Vijfde Franse Republiek is de huidige staatsvorm van Frankrijk, die sinds 1958 bestaat. Er volgt een lijst van kabinetten in de Vijfde Republiek. De president en de premiers staan vermeld:
| President                 | President                | President                | Ambtstermijn president         | Partij president             | Premier                | Partij Premier    | Kabinet                            | Termijn Kabinet                |
| ------------------------- | ------------------------ | ------------------------ | ------------------------------ | ---------------------------- | ---------------------- | ----------------- | ---------------------------------- | ------------------------------ |
|                           | Charles de Gaulle        | Charles de Gaulle        | 8 januari 1959 – 28 april 1969 | UNR                          | Michel Debré           | UNR               | Debré                              | 8 januari 1959 – 14 april 1962 |
| Georges Pompidou          | Charles de Gaulle        | Charles de Gaulle        | 8 januari 1959 – 28 april 1969 | UNR                          | UNR                    | Pompidou I        | 14 april 1962 – 6 december 1962    |                                |
| Georges Pompidou          | Charles de Gaulle        | Charles de Gaulle        | 8 januari 1959 – 28 april 1969 | UNR                          | UNR                    | Pompidou II       | 6 december 1962 – 8 januari 1966   |                                |
| Georges Pompidou          | Charles de Gaulle        | Charles de Gaulle        | 8 januari 1959 – 28 april 1969 | UNR                          | UNR                    | Pompidou III      | 8 januari 1966 – 7 april 1967      |                                |
| Georges Pompidou          | Charles de Gaulle        | Charles de Gaulle        | 8 januari 1959 – 28 april 1969 | UNR                          | UDR                    | Pompidou IV       | 7 april 1967 – 10 juli 1968        |                                |
| Maurice Couve de Murville | Charles de Gaulle        | Charles de Gaulle        | 8 januari 1959 – 28 april 1969 | UNR                          | UDR                    | Couve de Murville | 10 juli 1968 – 20 juni 1969        |                                |
| Maurice Couve de Murville |                          | Alain Poher              | Alain Poher                    | 28 april 1969 – 20 juni 1969 | UDR                    | Couve de Murville | 10 juli 1968 – 20 juni 1969        | CD                             |
|                           | Georges Pompidou         | Georges Pompidou         | 20 juni 1969 – 2 april 1974    | UDR                          | Jacques Chaban- Delmas | UDR               | Chaban- Delmas                     | 20 juni 1969 – 6 juli 1972     |
| Pierre Messmer            | Georges Pompidou         | Georges Pompidou         | 20 juni 1969 – 2 april 1974    | UDR                          | UDR                    | Messmer I         | 6 juli 1972 – 5 april 1973         |                                |
| Pierre Messmer            | Georges Pompidou         | Georges Pompidou         | 20 juni 1969 – 2 april 1974    | UDR                          | UDR                    | Messmer II        | 5 april 1973 – 1 maart 1974        |                                |
| Pierre Messmer            | Georges Pompidou         | Georges Pompidou         | 20 juni 1969 – 2 april 1974    | UDR                          | UDR                    | Messmer III       | 1 maart 1974 – 27 mei 1974         |                                |
| Pierre Messmer            |                          | Alain Poher              | Alain Poher                    | 2 april 1974 – 27 mei 1974   | UDR                    | Messmer III       | 1 maart 1974 – 27 mei 1974         | CD                             |
|                           | Valéry Giscard d'Estaing | Valéry Giscard d'Estaing | 27 mei 1974 – 21 mei 1981      | RI                           | Jacques Chirac         | UDR               | Chirac I                           | 27 mei 1974 – 26 augustus 1976 |
| Raymond Barre             | Valéry Giscard d'Estaing | Valéry Giscard d'Estaing | 27 mei 1974 – 21 mei 1981      | RI                           | O                      | Barre I           | 26 augustus 1976 – 30 maart 1977   |                                |
| Raymond Barre             | Valéry Giscard d'Estaing | Valéry Giscard d'Estaing | 27 mei 1974 – 21 mei 1981      | PR                           | O                      | Barre II          | 30 maart 1977 – 5 april 1978       |                                |
| Raymond Barre             | Valéry Giscard d'Estaing | Valéry Giscard d'Estaing | 27 mei 1974 – 21 mei 1981      |                              | UDF                    | UDF               | Barre III                          | 5 april 1978 – 21 mei 1981     |
|                           | François Mitterrand      | François Mitterrand      | 21 mei 1981 – 17 mei 1995      | PS                           | Pierre Mauroy          | PS                | Mauroy I                           | 21 mei 1981 – 22 juni 1981     |
| Mauroy II                 | François Mitterrand      | François Mitterrand      | 21 mei 1981 – 17 mei 1995      | PS                           | Pierre Mauroy          | PS                | 22 juni 1981 – 23 maart 1983       |                                |
| Mauroy III                | François Mitterrand      | François Mitterrand      | 21 mei 1981 – 17 mei 1995      | PS                           | Pierre Mauroy          | PS                | 23 maart 1983 – 17 juli 1984       |                                |
| Laurent Fabius            | François Mitterrand      | François Mitterrand      | 21 mei 1981 – 17 mei 1995      | PS                           | PS                     | Fabius            | 17 juli 1984 – 20 maart 1986       |                                |
| Jacques Chirac            | François Mitterrand      | François Mitterrand      | 21 mei 1981 – 17 mei 1995      | PS                           | RPR                    | Chirac II         | 20 maart 1986 – 10 mei 1988        |                                |
| Michel Rocard             | François Mitterrand      | François Mitterrand      | 21 mei 1981 – 17 mei 1995      | PS                           | PS                     | Rocard I          | 10 mei 1988 – 22 juni 1988         |                                |
| Michel Rocard             | François Mitterrand      | François Mitterrand      | 21 mei 1981 – 17 mei 1995      | PS                           | PS                     | Rocard II         | 22 juni 1988 – 15 mei 1991         |                                |
| Édith Cresson             | François Mitterrand      | François Mitterrand      | 21 mei 1981 – 17 mei 1995      | PS                           | PS                     | Cresson           | 15 mei 1991 – 2 april 1992         |                                |
| Pierre Bérégovoy          | François Mitterrand      | François Mitterrand      | 21 mei 1981 – 17 mei 1995      | PS                           | PS                     | Bérégovoy         | 2 april 1992 – 29 maart 1993       |                                |
| Édouard Balladur          | François Mitterrand      | François Mitterrand      | 21 mei 1981 – 17 mei 1995      | PS                           | RPR                    | Balladur          | 29 maart 1993 – 17 mei 1995        |                                |
|                           | Jacques Chirac           | Jacques Chirac           | 17 mei 1995 – 16 mei 2007      | RPR (1995–02)                | Alain Juppé            | RPR               | Juppé I                            | 17 mei 1995 – 7 november 1995  |
| Juppé I                   | Jacques Chirac           | Jacques Chirac           | 17 mei 1995 – 16 mei 2007      | RPR (1995–02)                | Alain Juppé            | RPR               | 7 november 1995 – 3 juni 1997      |                                |
| Lionel Jospin             | Jacques Chirac           | Jacques Chirac           | 17 mei 1995 – 16 mei 2007      | RPR (1995–02)                | PS                     | Jospin            | 3 juni 1997 – 6 mei 2002           |                                |
| Jean-Pierre Raffarin      | Jacques Chirac           | Jacques Chirac           | 17 mei 1995 – 16 mei 2007      | RPR (1995–02)                | DL                     | Raffarin I        | 6 mei 2002 – 16 juni 2002          |                                |
| Jean-Pierre Raffarin      | Jacques Chirac           | Jacques Chirac           | 17 mei 1995 – 16 mei 2007      | UMP (2002–05)                | UMP                    | Raffarin II       | 16 juni 2002 – 31 maart 2004       |                                |
| Jean-Pierre Raffarin      | Jacques Chirac           | Jacques Chirac           | 17 mei 1995 – 16 mei 2007      | UMP (2002–05)                | UMP                    | Raffarin III      | 31 maart 2004 – 31 mei 2005        |                                |
| Dominique de Villepin     | Jacques Chirac           | Jacques Chirac           | 17 mei 1995 – 16 mei 2007      | UMP (2002–05)                | UMP                    | de Villepin       | 31 mei 2005 – 16 mei 2007          |                                |
|                           | Nicolas Sarközy          | Nicolas Sarkozy          | 16 mei 2007 – 15 mei 2012      | UMP                          | François Fillon        | UMP               | Fillon I                           | 16 mei 2007 – 20 juni 2007     |
| Fillon II                 | Nicolas Sarközy          | Nicolas Sarkozy          | 16 mei 2007 – 15 mei 2012      | UMP                          | François Fillon        | UMP               | 20 juni 2007 – 14 november 2010    |                                |
| Fillon III                | Nicolas Sarközy          | Nicolas Sarkozy          | 16 mei 2007 – 15 mei 2012      | UMP                          | François Fillon        | UMP               | 14 november 2010 – 15 mei 2012     |                                |
|                           | François Hollande        | François Hollande        | 15 mei 2012 – 14 mei 2017      | PS                           | Jean-Marc Ayrault      | PS                | Ayrault I                          | 15 mei 2012 – 20 juni 2012     |
| Ayrault II                | François Hollande        | François Hollande        | 15 mei 2012 – 14 mei 2017      | PS                           | Jean-Marc Ayrault      | PS                | 20 juni 2012 – 31 maart 2014       |                                |
| Manuel Valls              | François Hollande        | François Hollande        | 15 mei 2012 – 14 mei 2017      | PS                           | PS                     | Valls I           | 31 maart 2014 – 26 augustus 2014   |                                |
| Manuel Valls              | François Hollande        | François Hollande        | 15 mei 2012 – 14 mei 2017      | PS                           | PS                     | Valls II          | 26 augustus 2014 – 6 december 2016 |                                |
| Bernard Cazeneuve         | François Hollande        | François Hollande        | 15 mei 2012 – 14 mei 2017      | PS                           | PS                     | Cazeneuve         | 6 december 2016 – 14 mei 2017      |                                |
|                           | Emmanuel Macron          | Emmanuel Macron          | 14 mei 2017 – heden            | LREM (2017–22)               | Édouard Philippe       | LR                | Philippe I                         | 14 mei 2017 – 20 juni 2017     |
| LR (2017–18)              | Emmanuel Macron          | Emmanuel Macron          | 14 mei 2017 – heden            | LREM (2017–22)               | Édouard Philippe       | Philippe II       | 20 juni 2017 – 3 juli 2020         |                                |
| DVD (2018–20)             | Emmanuel Macron          | Emmanuel Macron          | 14 mei 2017 – heden            | LREM (2017–22)               | Édouard Philippe       | Philippe II       | 20 juni 2017 – 3 juli 2020         |                                |
| Jean Castex               | Emmanuel Macron          | Emmanuel Macron          | 14 mei 2017 – heden            | LREM (2017–22)               | LREM                   | Castex            | 3 juli 2020 – 20 mei 2022          |                                |
| Élisabeth Borne           | Emmanuel Macron          | Emmanuel Macron          | 14 mei 2017 – heden            | LREM (2017–22)               | LREM (2022)            | Borne I           | 20 mei 2022 – 4 juli 2022          |                                |
| Élisabeth Borne           | Emmanuel Macron          | Emmanuel Macron          | 14 mei 2017 – heden            | RE (sinds 2022)              | RE (2022–24)           | Borne II          | 4 juli 2022 – 9 januari 2024       |                                |
| Gabriel Attal             | Emmanuel Macron          | Emmanuel Macron          | 14 mei 2017 – heden            | RE (sinds 2022)              | RE                     | Attal             | 9 januari 2024 – 5 september 2024  |                                |
| Michel Barnier            | Emmanuel Macron          | Emmanuel Macron          | 14 mei 2017 – heden            | RE (sinds 2022)              | LR                     | Barnier           | 5 september 2024 – heden           |                                |